# Do the Right Thing
Do the Right Thing (Brasil: Faça a Coisa Certa / Portugal: Não Dês Bronca) é um filme de comédia e drama norte-americano de 1989 produzido, escrito, dirigido e protagonizado por Spike Lee. Outros membros do elenco incluem Danny Aiello, Ossie Davis, Ruby Dee, Richard Edson, Giancarlo Esposito, Bill Nunn, John Turturro e Samuel L. Jackson. Também é notável a estreia de longa-metragem de Martin Lawrence e Rosie Perez.
O filme conta a história da tensão racial no distrito de Brooklyn (Nova York), que vem à tona num dia quente de verão e culmina em uma tragédia. O filme foi um sucesso de crítica e bilheteria, recebendo inúmeros elogios e prêmios, incluindo uma indicação ao Oscar para Lee na categoria Melhor Roteiro Original e  Melhor Ator Coadjuvante pela interpretação de Aiello.
Em muitas ocasiões é listado entre os melhores filmes de todos os tempos. Em 1999, o filme foi considerado "cultural, histórico e esteticamente significativo" pela Biblioteca do Congresso, sendo selecionado para preservação pela National Film Registry.

## Sinopse
O filme acompanha um bairro de Nova York durante seu sábado mais quente. A comunidade predominantemente negra, interseccionada por um mercadinho de imigrantes coreanos e a pizzaria de Sal, um italiano, experimenta tensões raciais crescentes conforme o dia progride. Vislumbramos o cotidiano de todos seus personagens, as relações de amizade e conflito que constroem em pequenas ações, discussões, encontros e desencontros.

## Produção
Lee teve a ideia para o filme após assistir ao episódio “Shopping for Death” da série antológica Alfred Hitchcock Presents, aonde os personagens discutem suas teorias de que o calor aumenta tendências violentas. O diretor também se inspirou em tragédias reais como o incidente racial de Howard Beach, em 1986, onde um conflito próximo a uma pizzaria, motivado pela questão da raça, resulta na morte de um afro-americano; e também o assassinato de Eleanor Bumpurs pela polícia. Lee alegadamente escreveu o roteiro em duas semanas.
O roteiro original seria mais explicitamente apaziguador em seu final.

## Elenco
- Spike Lee como Mookie.
- Danny Aiello como Sal.
- Ossie Davis como o Prefeito.
- Ruby Dee como a Mãe.
- Richard Edson como  Vito.
- Giancarlo Esposito como Buggin 'Out.
- Bill Nunn como Radio Raheem.
- John Turturro como Pino.
- Richard Edson como Vito
- Roger Guenveur Smith como Smiley
- Rosie Perez como Tina
- Joie Lee como Jade
- Steve White como Ahmad
- Martin Lawrence como Cee
- Leonard L. Thomas como Punchy
- Christa Rivers como Ella
- Robin Harris como Sweet Dick Willie
- Paul Benjamin como ML
- Frankie Faison com Sid
- Samuel L. Jackson como Mister Señor Love Daddy (creditado como Sam Jackson)
- Steve Park como Sonny
- Rick Aiello como Officer Gary Long
- Miguel Sandoval como Officer Mark Ponte
- Luis Antonio Ramos como Stevie
- John Savage como Clifton
- Frank Vincent como Charlie
- Richard Parnell Habersham como Eddie Lovell
- Ginny Yang as Kim